# Trish Summerville
Pour les articles homonymes, voir Summerville.
Trish Summerville est une costumière américaine de cinéma.

## Biographie
Trish Summerville naît dans une famille créative : sa mère est peintre, et elle commence jeune à se coudre ses propres vêtements. Elle se dirige vers des études de stylisme et est diplômée du Fashion Institute of Design & Merchandising (en). Pendant ses études à Los Angeles, elle travaille sur des projets de clips vidéos, ce qui lui permet de rencontrer d’autres personnalités du cinéma, dont Michael Kaplan, puis de participer à ses côtés aux costumes de The Game, réalisé par David Fincher. Le réalisateur la choisit ensuite pour les costumes de Millénium : Les Hommes qui n’aimaient pas les femmes en 2011, puis Gone Girl en 2014 et Mank en 2020,.
Pour son travail sur Mank, Trish Summerville est nommée aux Oscars et aux Bafta.

## Filmographie
- 1998 : Desert Blue
- 2011 : Millénium : Les Hommes qui n'aimaient pas les femmes
- 2013 : Hunger Games : L'Embrasement
- 2014 : Gone Girl
- 2017 : La Tour sombre
- 2018 : Red Sparrow
- 2018 : Boy Erased
- 2019 : Velvet Buzzsaw
- 2020 : Mank
- 2022 : Slumberland
- 2025 : Évanouis] (Weapons) de Zach Cregger
- prochainement : Animals de Ben Affleck